# Аппенвир
Аппенви́р (фр. Appenwihr) — коммуна на северо-востоке Франции в регионе Гранд-Эст (бывший Эльзас — Шампань — Арденны — Лотарингия), департамент Верхний Рейн, округ Кольмар — Рибовилле, кантон Энсисем. До марта 2015 года коммуна административно входила в состав упразднённого кантона Нёф-Бризак (округ Кольмар).
Площадь коммуны — 7,72 км², население — 446 человек (2006) с тенденцией к росту: 606 человек (2012), плотность населения — 78,5 чел/км².

## Население
Население коммуны в 2011 году составляло 602 человека, а в 2012 году — 606 человек.
| 1962 | 1968 | 1975 | 1982 | 1990 | 1999 | 2006 | 2011 | 2012 |
| ---- | ---- | ---- | ---- | ---- | ---- | ---- | ---- | ---- |
| 193  | 183  | 228  | 376  | 417  | 443  | 446  | 602  | 606  |

Динамика населения:

## Экономика
В 2010 году из 381 человек трудоспособного возраста (от 15 до 64 лет) 293 были экономически активными, 88 — неактивными (показатель активности 76,9 %, в 1999 году — 75,1 %). Из 293 активных трудоспособных жителей работали 272 человека (141 мужчина и 131 женщина), 21 числились безработными (9 мужчин и 12 женщин). Среди 88 трудоспособных неактивных граждан 23 были учениками либо студентами, 40 — пенсионерами, а ещё 25 — были неактивны в силу других причин.
На протяжении 2011 года в коммуне числилось 237 облагаемых налогом домохозяйств, в которых проживало 599,5 человек. При этом медиана доходов составила 22933 евро на одного налогоплательщика.